# Doodlebug
Doodlebug je britský krátkometrážní experimentální thriller z roku 1997, který si natočil, sepsal, sestříhal a spoluprodukoval režisér Christopher Nolan. Šlo sice už o jeho třetí krátký film, ale byl první, který se dostal mezi širokou veřejnost. Film je dlouhý přibližně tři minuty.

## Synopse
Snímek vypráví o muži, který se snaží cosi chytit ve svém bytě. Nakonec zjišťuje, že se snaží zabít svou zmenšeninu. Poté, co zničí svou zmenšeninu se nad ním objeví jeho zvětšenina a rozšlápne ho botou.

## Základní informace
Nolan snímek natočil jako svůj studentský snímek za zhruba 1000 liber.
Hlavní roli si zahrál ve filmu zahrál Jeremy Theobald, s kterým Nolan spolupracoval ještě na snímcích Larceny a Sledování.

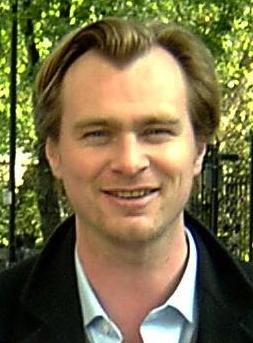
Christopher Nolan

Hudbu k snímku složil Nolanův takřka dvorní skladatel David Julyan ( Sledování, Memento, Insomnie, Dokonalý trik, Jezero smrti, Chata v horách,..).
Jedná se o první Nolanův film, který se dostal mezi širokou veřejnost ( předchozí krátké filmy Tarantella (1989) a Larceny (1996) byli promítány pouze na festivalech).